# Tasmania JackJumpers
Los Tasmania JackJumpers son un equipo de baloncesto australiano con sede en la ciudad de Hobart, Tasmania, que compite en la NBL, la principal categoría del baloncesto oceánico. Disputa sus partidos en el MyState Bank Arena, con capacidad para 4800 espectadores. El equipo lleva el nombre de la hormiga saltadora, una especie de hormiga venenosa que se encuentra predominantemente en el estado insular.

## Historia
En febrero de 2019, la National Basketball League(NBL) indicó que Tasmania estaba en el radar de una futura expansión de la liga. Doce meses después, se reveló que Tasmania había obtenido una licencia de la NBL y que un equipo ingresaría a la liga en la temporada 2021-22.
El 1 de octubre de 2020, el nombre del equipo se reveló como Tasmania JackJumpers. En vísperas del primer partido de la NBL del equipo, el grupo musical de Tasmania, Luca Brasi, lanzó "Jackies Are On the March", un tema original del equipo.
En su debut en la NBL el 3 de diciembre de 2021, los JackJumpers derrotaron a los Brisbane Bullets 83–74 en la prórroga en el MyState Bank Arena en Hobart. Los JackJumpers terminaron la temporada regular en cuarto lugar con un récord de 17-11, y se enfrentó al Melbourne United, primer clasificado, en las semifinales, a los que derrotaron 2-1 para avanzar a la serie de la Gran Final de la NBL. Finalmente perdieron 3-0 en la gran final ante los Sydney Kings.
En la temporada 2023-24 de la NBL, los JackJumpers regresaron a la serie de la Gran Final de la NBL con una victoria por 2-1 en semifinales sobre los Perth Wildcats.